# Mittelsieg-Bergland
Das Mittelsieg-Bergland ist eine bis knapp 480 m hohe Mittelgebirgslandschaft beiderseits der Sieg zwischen Betzdorf und Hennef an der Nahtstelle der Bundesländer Nordrhein-Westfalen und Rheinland-Pfalz. In der naturräumlichen Ordnung nach Meynen stellt das Mittelsieg-Bergland die Haupteinheit 330 innerhalb des Süderberglandes (Haupteinheitengruppe 33) dar.
Das nach Westen sich keilförmig zur Kölner Bucht verengende Bergland geht nach Osten fließend ins historische Siegerland über und wird dort vom naturräumlichen abgelöst, dem es im Relief ähnelt.

## Naturräumliche Gliederung
Das Mittelsieg-Bergland gliedert sich wie folgt:
- (zu 33 Süderbergland)
  - 330 Mittelsieg-Bergland
    - 330.0 Südliches Mittelsieg-Bergland
      - 330.00 Leuscheid
      - 330.01 Nisterbergland

    - 330.1 Mittelsiegtal
    - 330.2 Nördliches Mittelsieg-Bergland
      - 330.20 Nutscheid
      - 330.21 Morsbacher Bergland

### Südliches Mittelsieg-Bergland
Das Südliche Mittelsieg-Bergland, auch Siegerwesterwald genannt, ist ein den Westerwald nach Nordwesten abdachendes, sich nach Westen keilförmig verengendes Bergland links der Sieg von unterhalb Betzdorfs bis oberhalb Hennefs.
Es teilt sich auf in das Nisterbergland entlang den Unterläufen von Elbbach und Nister mit der bekannten Kroppacher Schweiz im Osten und die die Wasserscheide zwischen Sieg und Wied bildende Leuscheid im Westen. Während das Nisterbergland ganz in Rheinland-Pfalz liegt, verläuft über die Leuscheid die Landesgrenze zu Nordrhein-Westfalen.
Das Nisterbergland steigt nach Südosten zum Hohen Westerwald hin deutlich in den Höhenlagen an, während die sich westlich anschließende Leuscheid einen nach Norden wie Süden eigenständigen Höhenschwerpunkt bildet.

### Mittelsiegtal
Das Mittelsiegtal ist das Tal der Sieg von unterhalb Betzdorfs bis oberhalb Hennefs. Sein Osten bis einschließlich Hamm liegt im Landkreis Altenkirchen, Rheinland-Pfalz, der Westen im Rhein-Sieg-Kreis, Nordrhein-Westfalen.
Das Mittelsiegtal ist ein windungsreiches Kastental, dessen Windungen von z. T. felsigen Steilhänge an den Außenseiten begrenzt wird, während die teils lössbedeckten Innenseiten eher sanft und in Terrassen ansteigen.
Die Oberfläche der Sieg fällt im Verlaufe des Mittelsiegtals von 180 auf etwa 70 m über NN, wobei die Talsohle im zentralen und östlichen Teil bis 20 m tiefer liegt, während die Talkanten bis fast auf 300 m hoch gehen.
Die Talhänge sind bewaldet, wobei auch die für das Siegerland typische Niederwaldwirtschaft in Haubergen mit Eichen und Hainbuchen angetroffen wird. Demgegenüber herrschen auf den Terrassen landwirtschaftliche Flächen, am Talgrund vor allem Grünland-, seltener Ackernutzung vor.

### Nördliches Mittelsieg-Bergland
Das Nördliche Mittelsieg-Bergland ist ein sich nach Westen keilförmig verengendes Bergland rechts der Sieg von unterhalb Betzdorfs bis oberhalb Hennefs. Es teilt sich auf in das Morsbacher Bergland im Osten und die Nutscheid im Westen. Während die Nutscheid ganz in Nordrhein-Westfalen liegt, verläuft über das Morsbacher Bergland die Grenze zum rheinland-pfälzischen Wildenburger Land.
Das Nördliche Mittelsieg-Bergland setzt zwar den Grat der Oberbigge-Hochfläche bzw. der Südsauerländer Rothaarvorhöhen nach Südwesten fort, erscheint aber vergleichsweise eigenständig. Der Kamm des Höhenzuges liegt deutlich im Nordwesten, in unmittelbarer Nähe zu den sich anschließenden Landschaften Wiehl-Bergland und Brölhochfläche. Die Bäche und Flüsse verlaufen, von diesem Kamm ausgehend, überwiegend in Richtung Süden. Flüsse und Bäche mit Quelle im Morsbacher Bergland verlassen entweder die Landschaft bald – wie z. B. Bröl, Waldbrölbach und Löcherbach – oder verlaufen ganz in ihm.
Der Waldbrölbach und der Unterlauf der Bröl bilden in etwa die (auswärtige) Nordwestgrenze des Berglandes.

## Flüsse
Die Nebenflüsse der Sieg aus Nisterbergland und Leuscheid (links) bzw. Morsbacher Bergland und Nutscheid (rechts) im Mittelsieg-Bergland mit einem Einzugsgebiet von mindestens 10 km² sind, flussabwärts sortiert:
| Name              | Zufluss- seite | Länge [km] | Einzugs- gebiet [km²] | Abfluss (MQ) [m³/s] | Abschnitt    | Quellgebiet                                              | Natur- raum | Orte (flussabwärts) (*: Mündungsort) | DGKZ    |
| ----------------- | -------------- | ---------- | --------------------- | ------------------- | ------------ | -------------------------------------------------------- | ----------- | ------------------------------------ | ------- |
| Obersieg          | entfällt       | 57,4       | 761,3                 | 16,3                | Mittelsieg 1 | Rothaargebirge, Siegerland, Hoher Westerwald             |             | Siegen, Betzdorf*                    | 272     |
| Elbbach           | links          | 21,9       | 54,1                  |                     | Mittelsieg 1 | Neunkhausen-Weitefelder Plateau                          | 322.1       | Wissen*                              | 272-36  |
| Wisser Bach       | rechts         | 25,9       | 130,0                 |                     | Mittelsieg 1 | Morsbacher Bergland                                      | 330.2       | Morsbach, Wissen*                    | 272-38  |
| Nister            | links          | 63,8       | 246,0                 | 4,30                | Mittelsieg 1 | Westerwälder Basalthochfläche                            | 322.0       | Wissen-Nisterbrück*                  | 272-4   |
| Holper Bach       | rechts         | 14,4       | 30,7                  |                     | Mittelsieg 1 | Morsbacher Bergland                                      | 330.2       | Holpe                                | 272-52  |
| Seelbach          | links          | 8,2        | 19,3                  |                     | Mittelsieg 1 | Nisterbergland                                           | 333.0       | Hamm (Sieg)                          | 272–534 |
| Mittelsieg 1      | entfällt       | 82,9       | 1287,5                |                     | Mittelsieg 2 | + Oberwesterwald, + Nisterbergland + Morsbacher Bergland |             | Wissen, Hamm (Sieg)*                 | 272     |
| Irsenbach         | links          | 12,0       | 36,9                  |                     | Mittelsieg 2 | Altenkirchener Hochfläche                                | 324.8       | Oberirsen, Imhausen*                 | 272-54  |
| Gierzhagener Bach | rechts         | 10,1       | 18,0                  |                     | Mittelsieg 2 | Morsbacher Bergland                                      | 330.2       | Windeck*                             | 272-56  |
| Ottersbach        | rechts         | 6,8        | 11,5                  |                     | Mittelsieg 2 | Nutscheid                                                | 330.2       |                                      | 272–578 |
| Eipbach           | links          | 10,1       | 23,8                  |                     | Mittelsieg 2 | Asbacher Hochfläche                                      | 324.8       | Eitorf*                              | 272-58  |
| Krabach           | links          | 10,2       | 19,8                  |                     | Mittelsieg 2 | Asbacher Hochfläche                                      | 324.8       |                                      | 272-59  |
| Mittelsieg 2      | entfällt       | 131,5      | 1542,4                | 27,2                | Untersieg 1  | + Leuscheid + Nutscheid + Niederwesterwald               |             | Windeck, Eitorf                      | 272     |
| Bröl              | rechts         | 45,1       | 212,7                 | 3,8                 | Untersieg 1  | Morsbacher Bergland                                      | 330.2       | Waldbröl                             | 272-6   |
| Hanfbach          | links          | 19,0       | 51,5                  |                     | Untersieg 1  | Asbacher Hochfläche                                      | 324.8       | Hennef*                              | 272-72  |

Die Bröl hat, wie auch ihr Nebenfluss Waldbrölbach, ihre Quelle zwar im Morsbacher Bergland, verläuft aber fast vollständig in den auswärtigen Einheiten Wiehl-Bergland und Brölhochfläche, wobei Waldbrölbach und Unterlauf der Bröl grenznah verlaufen. Der Hanfbach entspringt dem gegenüber zwar nah dem Westrand der Leuscheid, verläuft jedoch bis unmittelbar zur Mündung ganz im Pleiser Hügelland.
Im äußersten Osten des Morsbacher Berglandes quellen einige Bäche aus dem System der bereits siegerländischen Asdorf wie z. B. der Löcherbach, die jedoch den Naturraum bald verlassen.

### Flusssystem der Wied
Am Südhang der Leuscheid quellen auch einige zur Wied entwässernde Flüsse, insbesondere (von Ost nach West):
- Erbach (7,9 km, 33,2 km²)
  - Driescheiderbach (5,6 km, 8,9 km²)
- Ölfenerbach (6,7 km, 8,0 km² – knapp außerhalb)
- Hemmelzerbach (6,2 km, 11,9 km²)
- Mehrbach (22,9 km, 65,9 km²)
- Pfaffenbach (20,6 km, 62,8 km²)